# Henrik I. Francoski
Henrik I. (francosko Henri Ier) je bil od leta 1031 do 1060 frankovski kralj, * 4. maj 1008, Reims, Francosko kraljestvo,   † 4. avgust 1060, Vitry-aux-Loges, Francosko kraljestvo.
Med njegovo vladavino se je frankovsko ozemlje skrčilo na najmanjšo velikost, zato ga pogosto obravnavajo kot simbol šibkosti zgodnjih Kapetingov. Nekateri zgodovinarji se s tem ne strinjajo in ga imajo za močnega in realističnega kralja, ki je bil prisiljen voditi politiko ob upoštevanju omejitev francoske monarhije.

## Vladanje
Henrik je bil rojen v Reimsu kot sin kralja Roberta II. (972–1031) in Konstance Arleške (986–1034).  Po zgodnjekapetinški tradiciji je bil okronan za francoskega kralja v stolnici v Reimsu 14. maja 1027, ko je bil njegov oče še živ. Do očetove smrti štiri leta kasneje je imel je malo vpliva in moči.
Vladavino Henrika I., tako kot vladavine njegovih predhodnikov, so zaznamovali ozemeljski boji. Henrik se je sprva pridružil mlajšemu bratu Robertu, ki se je ob podpori matere leta 1025 uprl njunemu očetu, po očetovi smrti pa se je moral sam spopasti s svojim uporniškim bratom in sestro.  Leta 1032 se je spravil z bratom, tako da mu je prepustil vojvodino Burgundijo, ki jo je dobil od očeta leta 1016.
Na začetku vladanja je priskočil na pomoč svojemu zelo mlademu nečaku, novoimenovanemu vojvodi Viljemu Normandijskemu, ki je kasneje postal znan kot  Viljem Osvajalec, da bi zatrl upor Viljemovih vazalov. Njegova podpora je zagotovila Viljemovo odločilno zmago nad vazali v bitki pri Val-ès-Dunes pri Caenu leta 1047. Herik je kasneje do svoje smrti leta 1060 podpira Viljemove nasprotnike.
Leta 1054 se je Viljem poročil z Matildo, hčerko flamskega grofa, kar je Henrik videl kot grožnjo svojemu prestolu. Leta 1054 in ponovno avgusta 1057 je zato  vdrl v Normandijo in bil v bitkah pri Mortemerju in Varavillu obakrat poražen.
Henrik je imel tri srečanja s Henrikom III., cesarjem Svetega rimskega cesarstva,  vse v Ivoisu. Na srečanju v začetku leta 1043 naj bi razpravljala o cesarjevi  poroki z Nežo Poitoujsko, hčerko Henrikovega vazala. Oktobra 1048 sta se oba Henrika ponovno srečala in podpisala sporazum o prijateljstvu. Zadnje srečanje je potekalo maja 1056 in se je nanašalo na spore glede Teobalda III. in grofije Blois.  Razprava o vojvodini je postala tako vroča, da je Henrik cesarja obtožil kršitve sporazuma  in nato odšel.
Leta 1058 je Henrik prodajal škofovstva in opatije in se ni zmenil za obtožbe papeškega legata kardinala Humberta, da gre za simonijo in tiranijo. Leta 1060 je Henrik obnovil samostan Saint-Martin-des-Champs tik pred Parizom. Leta 1055  je pridobil del grofije Sens, kar je kljub izgubi Burgundije leta 1032 pomenilo, da je v devetindvajsetletni vladavini Henrikova  fevdalna moč v Franciji dosegla vrhunec.
Kralj Henrik I. je umrl 4. avgusta 1060 v Vitry-en-Brieju v Franciji in bil pokopan v bazilika Saint Denis v Parizu. Nasledil ga je njegov sin Filip, Henrikova kraljica žena Ana Kijevska pa je vladala kot regentka. Henrik je umrl v času obleganja Thimerta, ki so ga leta 1058 zasedli Normani.

## Družina
Henrik I. je bil zaročen z Matildo, hčerko Konrada II., cesarja Svetega rimskega cesarstva, ki je leta 1034 zelo mlada umrla. Po njeni smrti se je poročil z Matildo Frizijsko, ki je umrla leta 1044.  Za njo se je 19. maja 1051 poročil z Ano Kijevsko, s katero je imel štiri otroke:
- Filipa I. (ok. 1052 – 30. julij 1108), francoskega kralja, [15]
- Emo (1054 – 1109 ?),
- Roberta (umrl  1060) [16] in
- Huga Velikega Vermandoiskega  (1057–1102).[17]

Henrik in Ana naj bi bila tudi starša zgodovinsko sporne puščavnice Edigne.